# Retreat - Nessuna via di fuga
Retreat - Nessuna via di fuga (Retreat) è un film del 2011 diretto da Carl Tibbets.
Il film, debutto alla regia del direttore del montaggio Tibbets, vede come protagonisti Cillian Murphy, Jamie Bell e Thandie Newton come tre persone isolate dal resto del mondo su di un'isola remota. Il film è uscito nel Regno Unito il 14 ottobre 2011.

## Trama
L'architetto londinese Martin Kennedy e sua moglie Kate, giornalista, vanno in vacanza spesso su una piccola isola remota e disabitata, al largo della costa occidentale della Scozia, chiamata Blackholme Island. L'unica dimora sull'isola, il Fairweather Cottage, è stagionalmente gestita dal proprietario Doug dalla terraferma e raggiungibile solo in barca. Dopo aver subito un aborto, la relazione tra Kate e Martin è diventata tesa e, nel tentativo di riaccendere il loro matrimonio, decidono di tornare sull'isola. Alcune notti dopo il loro arrivo nell'isola, il generatore nella casetta esplode, ferendo il braccio di Martin e lasciandoli senza elettricità. Usano la radio, che è la loro unica fonte di comunicazione verso la terraferma, per chiamare Doug, che accetta di venirli ad aiutare.
Kate passa il giorno successivo ad aspettare al molo l'arrivo di Doug, ma senza successo. Più tardi un uomo in uniforme verde che compare sull'isola, insanguinato e parzialmente incosciente, sviene nei pressi della casa. Viene portato in casa dai due e si identifica come un soldato di nome Jack Coleman. Dice a Martin e Kate che c'è stata un'epidemia di un virus chiamato Argromoto Flu, nome in codice R1N16, che è iniziata in Sud America e si è diffusa in tutto il mondo nel giro di alcune settimane. La malattia è incurabile e altamente contagiosa, attacca il sistema respiratorio e fa sì che le vittime soffochino nel loro sangue con un tasso di mortalità quasi totale. Jack dice che i militari hanno perso il controllo e ora consigliano ai civili di rinchiudersi nelle loro case e di non consentire l'accesso a nessuno. Con la radio non funzionante, Martin decide di ascoltare Jack, che assume aggressivamente il comando, e decidono di barricarsi in casa e di sigillare porte e finestrine.
Nei giorni successivi, Jack diventa sempre più strano e aggressivo, e il suo comportamento intimidatorio inizia a disturbare ulteriormente la coppia. Sospettano anche che il virus possa non esistere e che Jack sia pazzo. Quando Kate gli chiede se è sposato, le dice che sua moglie è morta a causa del virus e diventa aggressivo e minaccioso nei suoi confronti. Martin e Kate decidono di lasciare la casa e di correre il rischio di essere infettati all'esterno, ma Jack si rifiuta di lasciarli, costringendoli con la pistola a stare chiusi nella loro camera da letto. Martin, sgattaiola fuori attraverso un lucernario, trova i corpi di Doug e sua moglie al molo, uccisi da ferite d'arma da fuoco. Usando il fucile da caccia di Doug, Martin torna al cottage, disarma Jack e minaccia di ucciderlo. Tuttavia, mentre Kate inizia a legare le mani di Jack per immobilizzarlo, Martin improvvisamente inizia a tossire sangue; sembra che l'influenza di Argromoto sia vera e che lui sia infetto. Kate è costretta a uccidere suo marito con il fucile, per risparmiargli una morte lenta e dolorosa.
Jack racconta a Kate che il virus è stato sperimentato in un complesso militare segreto, da dove lui è stato rilasciato senza rendersi conto che era lui stesso un portatore sano del virus e che in seguito ha infettato sua moglie, uccidendola, ed è fuggito a Blackholme Island per metterlo in quarantena. Jack rivela che la radio funziona e che lui l'ha manomessa, in modo che Kate e Martin non siano in grado di contattare nessuno. Jack aggiusta la radio e viene trasmesso un comunicato sul soldato infetto fuggito dalla struttura militare e che vi è un vaccino contro il virus. Jack le dice che i militari mentono, che non c'è il vaccino e che i militari non le permetteranno di lasciare l'isola viva. Kate non gli crede e, irritata dalla possibilità che Martin potesse essere salvato dal vaccino, spara a Jack uccidendolo. Mentre tenta di lasciare l'isola in una barca con il corpo di Martin, un elicottero militare vola sopra di lei e un cecchino le spara in testa.